# EA-6 (航空機)
EA-6 プラウラー
EA-6B
- 用途：電子戦機
- 分類：艦上機
- 製造者：グラマン社
- 運用者： アメリカ合衆国（海軍、海兵隊）
- 初飛行：1968年5月25日
- 生産数：170機
- 生産開始：1971年7月
- 退役：2019年3月
- 運用状況：退役
- ユニットコスト：5,200万USドル（1998年）
- 原型機：A-6 イントルーダー

EA-6は、アメリカ合衆国のグラマン社が開発した電子戦機。A-6 イントルーダー艦上攻撃機の改設計型であり、主要型であるB型の愛称はプラウラー（Prowler：「うろつく者」の意）。
1960年代より数度改良されながら運用が続けられ、2019年3月に退役した。

## 概要

### EA-6A

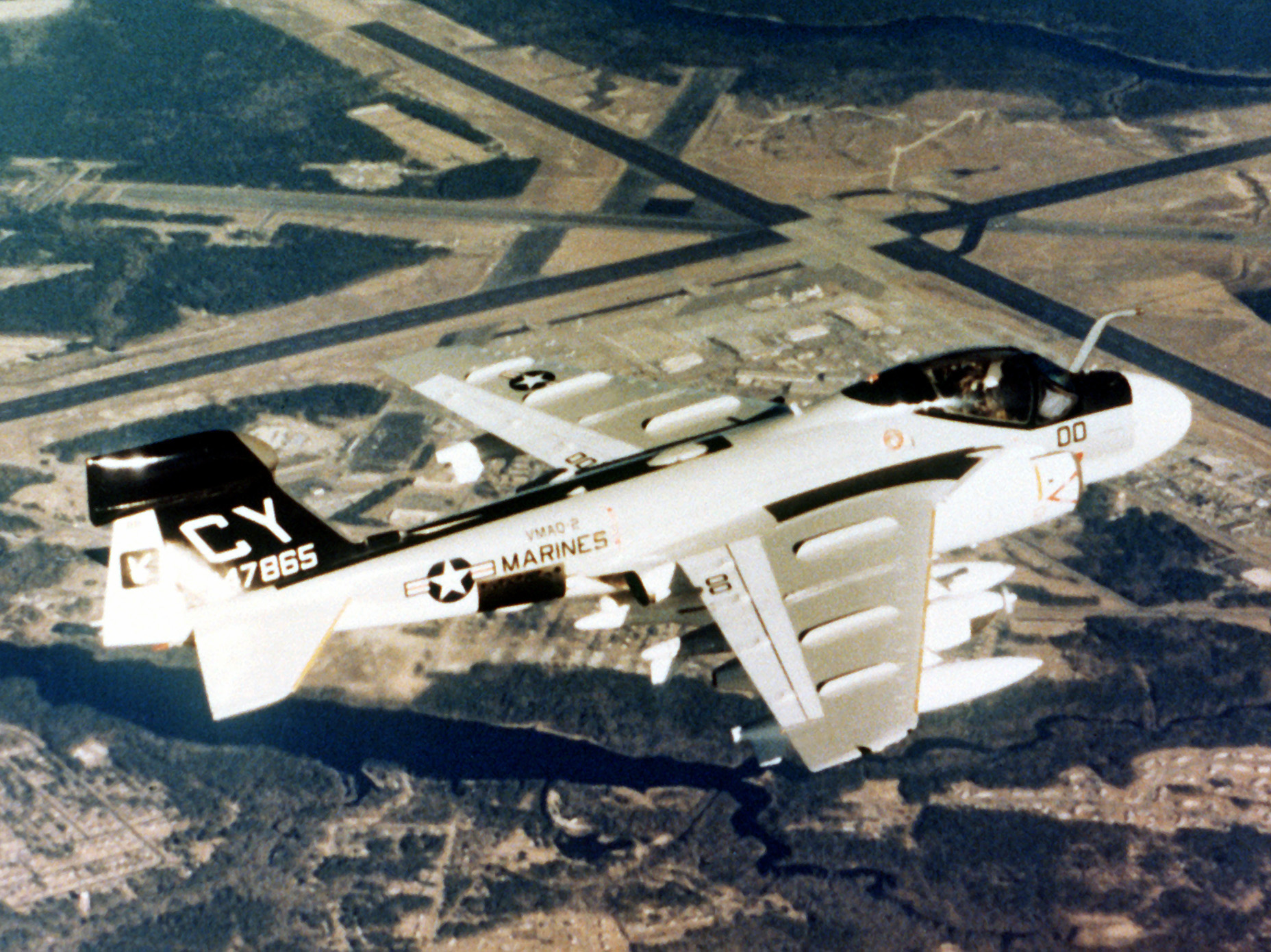
EA-6A

1960年代に入り、A-6 イントルーダー攻撃機の開発が進んでくると、十分な搭載量を有するこの機体を電子戦機とすることが検討され始めた。
まず、アメリカ海兵隊がA-6Aに電子戦装備を搭載したEA-6A（当初名称：A2F-1Q）を開発した。これは1963年4月に初飛行し、1965年には第2混成偵察飛行隊（VMCJ-2、後のVMAQ-2）に配備が開始された。1966年からは第1混成偵察飛行隊（VMCJ-1）とともに、ダナンを基地とし、ベトナム戦争に投入されている。これは、EF-10 スカイナイトを更新するものであり、電子偵察・電子妨害・敵防空網制圧を目的とするものであった。
A-6Aと同じく複座機であり、操縦士と電子戦士官（EWO）が搭乗する。機首の20cm延長やレーダーの換装のほか、垂直尾翼上端には膨らみを持つレドームが追加され、ESM装置として当初はAN/ALQ-53、後にAN/ALQ-86が搭載された。また、AN/ALQ-55通信ジャマーに加え、機外にポッド式で複数のAN/ALQ-76 ジャマーを装備した。電子妨害装置以外にも、AGM-45 シュライク対レーダーミサイルを用いた攻撃能力を有していた。しかし分析や妨害は手動で行う必要があり、複座であったこともあってベトナム戦争の濃密で錯綜した環境下では正常な手順を踏む時間的余裕がなく、実用上SA-2地対空ミサイルのみを対象とし、しかも周波数の的を絞らないヤマ勘的な無指向性妨害しか行えなかった。
非公式に「エレクトリック・イントルーダー」とも呼称されている。
新造の15機および改修機を含めた計27機の生産が行われ、予備役としての期間も含め、1990年代まで運用された。

### EA-6B

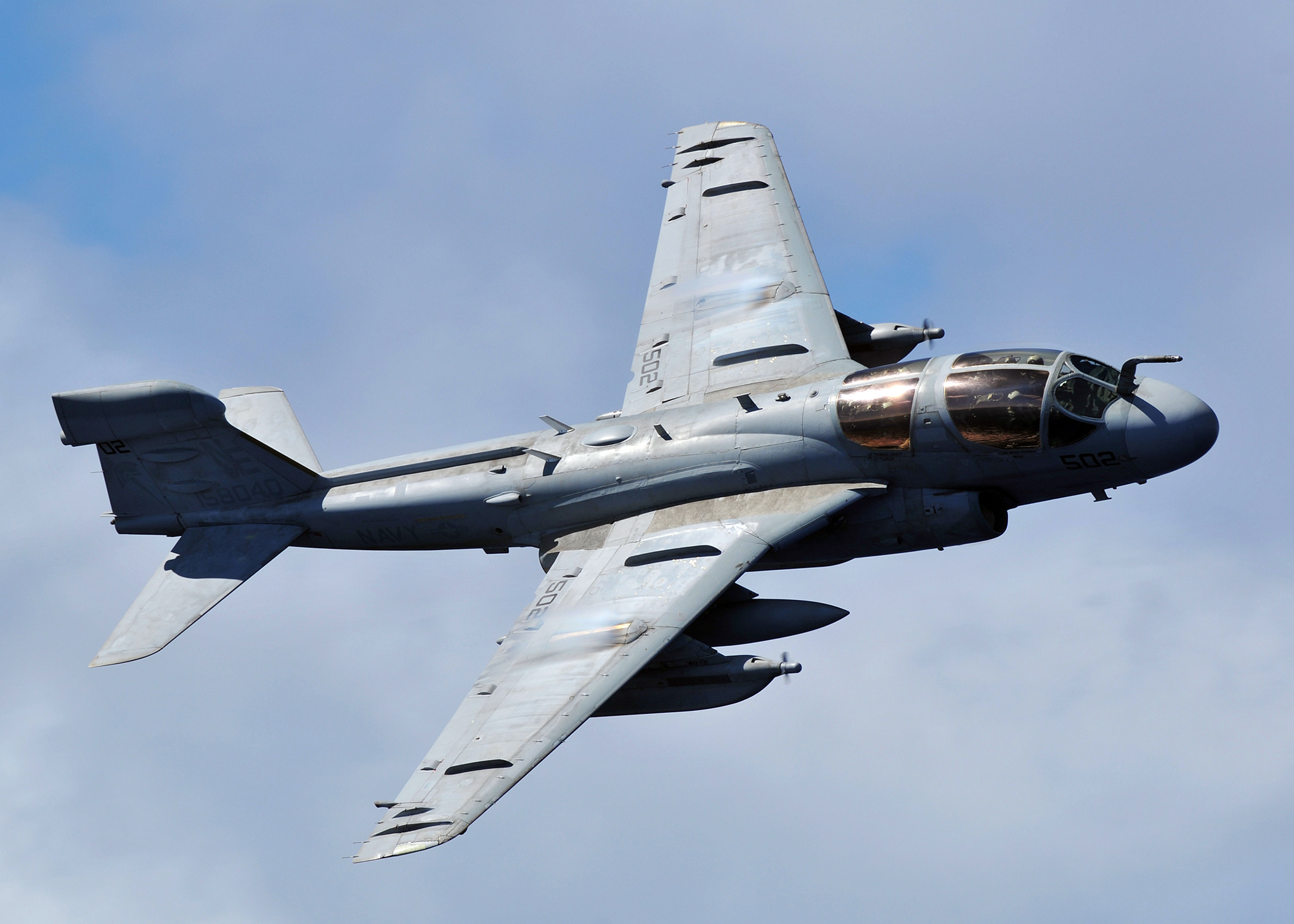
EA-6B

アメリカ海軍はベトナム戦争に当初、電子戦機としてEA-1 スカイレイダーを投入していたが、老朽化・低性能化が著しかった。北ベトナムへの爆撃が本格化すると、自軍航空機の損害抑止のため、北ベトナム防空網の制圧が必要となり、より高性能の艦載電子妨害機を求めることとなった。新しい電子妨害機として、A-3 スカイウォーリアー攻撃機の派生型であるEKA-3B スカイウォーリアー電子妨害機の部隊配備（1967年配備開始）を進めるとともに、当時最新鋭のA-6 イントルーダー攻撃機を改設計し、電子妨害機にすることとした。通常、EA-6といえばこれによって開発されたB型を指す。
アメリカ海軍のA-6改設計の電子戦機の計画は、1964年6月より開始された。1965年には開発契約が結ばれ、EA-6Bと命名された。EA-6BはA-6攻撃機を大幅に改設計した電子妨害専任機であり、海兵隊のEA-6Aとは全く異なっている。A-6Aの胴体を1.37m延長し、4座機に変更されている。操縦士1名と電子戦要員3名が搭乗する。さらに、垂直尾翼上端に受信用の大型のアンテナ用フェアリングが設けられた。電子妨害発信用のアンテナ関連機器はポッドに収められ、機体下の5ヶ所のハードポイントに搭載する。ポッドへの電力供給は、ポッドに付けられた風車による発電によって行われている。対象の脅威に応じて必要な周波数帯向けの妨害ポッドを選択・搭載できるようになっている。このほか、キャノピーについては、電磁波の影響を避けるために非常に薄く金が貼られている。
1968年5月25日にA-6A改装の空力試験機が初飛行を行った。電子戦機材開発用の機体もA-6Aから改装されて試験を行っている。1969年より量産が開始され、1971年1月より第129戦術電子戦飛行隊（VAQ-129）に部隊配備が開始された。その後、すぐさまベトナム戦争に投入されている。
その後もエルドラド・キャニオン作戦や湾岸戦争などに投入された。1991年まで生産が行われ、生産機数は183機。
アメリカ空軍は、電子戦機としてF-111A戦闘爆撃機を改修して本機と同系列の電子戦システムを搭載したEF-111A レイヴンを運用していたが、ベースとなったF-111戦闘爆撃機が1996年に退役すると機体の維持が難しくなっていた。EF-111Aの運用は1998年までに終了することになるが、後継機は開発されず、かわりに海軍のEA-6Bを共同運用することになった。空軍は第366戦闘航空団の第390電子戦闘飛行隊でEA-6Bに搭乗する電子戦士官（EWO）の養成を行っており、空軍の要員が参加して共同運用体制となったVAQ（パープルスコードロン）の編成は、1990年代中盤より開始された。冷戦期から各種戦役で大きな戦果を挙げたEA-6Bは、冷戦終結後も様々な場所での敵防空網制圧任務で活躍した。
2015年、海軍のEA-6Bは後継機のEA-18G グラウラーへ機種転換され退役した。海兵隊では3個飛行隊と1個訓練飛行隊で運用され、日本の在日米軍基地にも飛来することがあったが、2019年3月8日にノースカロライナ州チェリー・ポイント海兵隊航空基地で第2海兵戦術電子戦飛行隊が解隊し、海兵隊のEA-6Bも全機退役となった。

## 各型および武装
EA-6Bの主要な目的は、電子妨害および敵防空網制圧である。電子妨害用機材の中心となるのはAN/ALQ-99であり、これのコンピュータと受信アンテナ部分を機内に搭載し、受信した電波源の測定などを行う。妨害電波の発信は、機外ポッドから行う。各ポッドは2基のアンテナを持ち、サブタイプごとに対応する周波数帯が異なる。このほかにも、AN/ALQ-92通信妨害装置などを装備する。要員は、前席の1名が通信妨害、後席の2名が電子妨害を担当する。
物理的な攻撃兵装として、能力向上II型以降ではAGM-45 シュライクやAGM-88 HARMなどの対レーダーミサイルも搭載でき、自力で電波源への攻撃も行える。
標準型（Standard）
初期に開発された型。23機製造。
能力拡張型（Excap）
電子妨害用機材をAN/ALQ-99Aに更新。対応周波数帯が倍に拡大し、演算速度が向上した。25機生産。後にAN/ALQ-99B、AN/ALQ-99Cに更新した。1973年から部隊配備。
能力向上I型（ICAP-I）
電子妨害用機材をAN/ALQ-99Dに更新。受信アンテナの変更など。標準型からも17機改修。1976年から部隊配備。
能力向上II型（ICAP-II）
電子妨害用機材をAN/ALQ-99Fに更新。対応周波数帯が拡大し、演算速度が向上した。対レーダーミサイルの搭載を可能とした。72機が生産され、うち37機はさらに改良が加えられたブロック86。1985年から部隊配備。一部機体はブロック89改修を受ける。
先進能力型（Adcap）
大幅な改良型であり、1980年代後半-1990年代にかけて検討された。エンジンおよび主翼の換装、ストレーキの追加、垂直尾翼の拡大、電子妨害機材の更新、GPSの搭載などが検討された。標準型より1機が改修されたが、1995年に計画中止となった。
能力向上III型（ICAP-III）
電波源への妨害対応速度の向上、周波数測定および妨害周波数の極限化能力の向上とそれに伴う妨害電波出力の向上、操作計器類の更新を行った型。受信機はAN/ALQ-218に更新される。2005年から部隊配備開始。少数機を改修するに留まる。

## 運用部隊
- アメリカ海軍
  - 第128電子戦飛行隊（英語版）（1997年～2004年）
  - 第129電子戦飛行隊（英語版）（1971年～2015年）
  - 第130電子戦飛行隊（英語版）（1975年～2011年）
  - 第131電子戦飛行隊（英語版）（1971年～2015年）
  - 第132電子戦飛行隊（英語版）（1971年～2009年）
  - 第133電子戦飛行隊（英語版）（1971年～2014年）
  - 第134電子戦飛行隊（英語版）（1972年～2015年）
  - 第135電子戦飛行隊（英語版）（1973年～2010年）
  - 第136電子戦飛行隊（英語版）（1973年～2012年）
  - 第137電子戦飛行隊（英語版）（1973年～2012年）
  - 第138電子戦飛行隊（英語版）（1976年～2009年）
  - 第139電子戦飛行隊（英語版）（1983年～2011年）
  - 第140電子戦飛行隊（英語版）（1985年～2014年）
  - 第141電子戦飛行隊（英語版）（1987年～2009年）
  - 第142電子戦飛行隊（英語版）（1997年～2015年）
  - 第209電子戦飛行隊（英語版）（1977年～2013年）
  - 第309電子戦飛行隊（1989年～1994年）
- アメリカ海兵隊
  - 第14海兵航空群（英語版）第2海兵航空団：チェリー・ポイント海兵隊航空基地（ノースカロライナ州）
    - 第1海兵戦術電子戦訓練飛行隊（英語版）（1992年～2016年）
    - 第2海兵戦術電子戦飛行隊（英語版）（1977年～2019年）
    - 第3海兵戦術電子戦飛行隊（英語版）（1992年～2018年）
    - 第4海兵戦術電子戦飛行隊（英語版）（1981年～2017年）

## スペック
- 全幅：16.15m/7.87m（主翼折り畳み時）
- 全長：18.24m
- 全高：4.95m
- 主翼面積：49.13m2
- 空虚重量：14,776kg
- 最大離陸重量：29,484kg
- エンジン：P&W J52-P408（英語版） ターボジェットx2基（推力49.8kN）
- 最大速度：M0.82
- 海面上昇率：3,932m/min
- 実用上昇限度：12,558m
- 航続距離：1,747nm（巡航時）/955nm（機外兵装最大搭載時）
- 乗員：4名